# Piersica
Piersica – wieś w Rumunii, w okręgu Jałomica, w gminie Ciochina. W 2011 roku liczyła 112 mieszkańców.